# ثيعورا
منطقة ثيعورا، وتعني التلال باللغة الأمازيغية الريفية،تتواجد في شمال قرية ثقسفت ندهار في تمسمان إقليم ادريوش شمال المملكة المغربية
كانت هذه المنطقة في قديم الزمان منطقة يتم الاهتمام بها و ذلك بزرعها و غرس الأشجار المناسبة مع تربتها الترس
إلا أن الآن طالها الإهمال و لا أحد يهتم بها، وقد كان هذا الاهتمام يولى بهذه المنطقة من طرف الدولة المغربية حيث كان يتم توظيف الكثير من الشباب الذين لا عمل لهم للعمل هنا في هذا المكان
و هذا شيء جيد حيث يتم التخلص من آفة البطالة و يتم إيجاد فرص عمل لكل متسكع
و في نفس الوقت فإن هذه المنطقة كانت تبدو رائعة و جميلة.